# 엘비라 밍게스
엘비라 밍게스(Elvira Mínguez, 1965년 7월 23일 ~ )는 스페인의 배우이다.

## 출연 작품
- 누구나 아는 비밀 (2018)
- 인비저블 가디언 (2017)
- 더 초즌 (2016)
- 트루만 (2015)
- 레트리뷰션 : 응징의 날 (2015)
- 겁쟁이들 (2008)
- 체 게바라: 1부 아르헨티나 (2008)
- 푸도르 (2007)
- 나무 상자 (2006)
- 타파스 (2005)
- 야콥과 마리의 이상한 여행 (2003)
- 크라임 써틴 (2002)
- 댄서 업스테어즈 (2002)
- 엘 인비에르노 데 라스 안자나스 (2000)